# Cook, Serve, Delicious! 3?!
Cook, Serve, Delicious! 3?! — компьютерная игра в жанре симулятора ресторана, разработанная студией Vertigo Gaming. Игра вышла в ранний доступ на Steam в январе 2020 года, а полноценный релиз состоялся 14 октября. В сюжетном отношении представляет собой сиквел к Cook, Serve, Delicious! 2.
После выпуска третьей части Cook, Serve, Delicious! разработчики объявили о том, что работают над двумя следующими играми серии.

## Сюжет
Сюжет Cook, Serve, Delicious! 3 начинается в 2042 году, через несколько лет после окончания второй части. Действие снова происходит в Америке-антиутопии, которая по сюжету оказалась раздираема войной и глобальным изменением климата, а построенный в прошлой части ресторан — уничтожен. Главного героя прошлых частей находят поисковые роботы Топорик и Венчик (их озвучивают прославившиеся на YouTube Havana Mahoney и Negaoryx), которые затем отправляются с ним в путешествие по США на передвижной закусочной. Затем герои принимают участие в чемпионате фудтраков, Iron Speedway.

## Игровой процесс

Приготовление гамбургера в игре. Слева видны другие заказы, а сверху — 8 хранилищ с полуфабрикатами

Как и в прошлых играх серии, в Cook, Serve, Delicious! 3 игрок должен выполнять приходящие от клиентов заказы на приготовление блюд, как в режиме реального времени, так и заготавливая блюда в особых хранилищах. Перед началом каждого дня игрок выбирает блюда, которые клиенты смогут заказывать, причём каждому блюду присвоен рейтинг сложности от 0 до 5, приблизительно соответствующий сложности приготовления. Некоторые дни требуют выбора блюд с заданной совокупной сложностью либо выбора блюд из определённой категории. После начала дня грузовик с командой выезжает на дорогу и делает в пути как минимум одну остановку до места назначения. Когда грузовик доезжает до остановки, к нему подходит большая группа клиентов, заказывающих блюда, которые могут требовать индивидуального приготовления, а могут находиться в хранилищах; по дороге к остановке игрок получает небольшое количество «спецзаказов», готовящихся без участия хранилищ. В стандартном режиме каждый заказ требует приготовления за заданное время. Приготовление блюд происходит нажатием специфичных для каждого рецепта кнопок на клавиатуре или геймпаде (также можно использовать мышь), каждая кнопка соответствует одному ингредиенту («морковь») или действию с ними («порезать»). В конце дня игроку выдаётся оценка на основе количества обслуженных клиентов, скорости приготовления, а за ошибки оценка снижается. Оценка переводится во внутриигровую валюту, за которую можно покупать новые рецепты и улучшать грузовик. Также при достаточно успешном завершении дня игроку выдаётся золотая, серебряная или бронзовая медаль, накопление которых открывает следующие зоны.
По сравнению с прошлыми версиями в третьей части появились автоматическая подача всех готовых блюд по нажатию одной кнопки, возможность улучшать оборудование, а задания вроде мытья посуды исчезли. Любой день можно играть в «лёгком» режиме, который убирает временной лимит на приготовление блюд, но запрещает получать золотую медаль. Также в игру добавлена «дзэн-кампания» более низкой сложности.

## Разработка и выпуск
Анонс Cook, Serve, Delicious! 3 для PlayStation 4, Xbox One, Nintendo Switch и Windows состоялся в 2019 году, первый показ — на Penny Arcade Expo 30 августа — 2 сентября того же года. Версия для Windows вышла в ранний доступ 29 января 2020 года в Steam и GOG. 6 июня она получила дополнение Davidson County, добавившее 40 уровней.
Изначально выход Cook, Serve, Delicious! 3 из раннего доступа планировался 14 октября под Xbox, Switch и Windows, но в действительности в этот день состоялся полный релиз сразу под все 4 платформы; игра доступна в Steam и GOG.

## Отзывы
| Сводный рейтинг                  | Сводный рейтинг |
| Агрегатор                        | Оценка          |
| -------------------------------- | --------------- |
| Metacritic                       | (PC) 79/100     |
| OpenCritic                       | 83/100          |
| Иноязычные издания               |                 |
| Издание                          | Оценка          |
| PC Gamer (US)                    | 74/100          |
| PCInvasion                       | 8/10            |
| PlayStation Official Magazine UK | 8/10            |
| PlayStation Universe             | 7/10            |
| Vooks                            | [ 18 ]          |
| The Xbox Club                    | [ 19 ]          |
| Gamespew                         | 8/10            |

Зак Звизен в рецензии для Kotaku указал, что по его ощущению третья часть содержит больше контента, чем две предыдущие, а также похвалил увеличившийся фокус на сюжете. Он счёл, что небольшие изменения в геймплее, с одной стороны, не слишком сильно меняют игру, но с другой — делают её более интересной. Рецензировавший раннюю версию игры колумнист Rock, Paper, Shotgun Стив Хогарти сравнил сложность игрового процесса с одновременным выполнением упражнений на координацию, заполнением налоговых форм и ездой на велосипеде. Вместе с этим, он похвалил дизайн игры и её музыкальное сопровождение. Стивен Барут в подробном отзыве для PCInvasion осыпал игру похвалами. Он сообщил, что Cook, Serve, Delicious! 3, как и все игры серии, нацелена на запоминание и адаптацию, похвалил перемещение действия в передвижную закусочную и множество небольших усовершенствований, которые разработчики внесли в игровой процесс, например, указание на то, как скоро ожидается следующая остановка. Он горячо одобрил гибкость игры в отношении сложности и назвал Cook, Serve, Delicious! 3 самой сложной игрой, в которую ему доводилось играть за последние годы.
Общий вердикт рецензентов заключается в том, что игра очень сложная, но захватывающая, а нововведения в интерфейсе и геймплее третьей части были встречены ими положительно. Многие отзывы восторгались юмористическим художественным стилем игры и её звуковым сопровождением. Похвалы удостоились и новая возможность украсить свой грузовик, и «странный, но интересный» сюжет. Рецензентка Critical Hit Ноэль Адамс и колумнист Vooks Пол Робертс положительно оценили возможность настроить доступность Cook, Serve, Delicious 3, например, убрать звуки выстрелов или увеличить размер шрифта.

### Версия для ПК
На сайте Metacritic версия для настольных компьютеров получила 79 баллов. Колумнист PCInvasion Стивен Барут посвятил игре второй подробный обзор, в котором заявил, что Cook, Serve, Delicious! 3 «вызвала у него самые сильные эмоции среди игр 2020 года». В этом обзоре он поставил Cook, Serve, Delicious! 3 восемь баллов из 10 и назвал игру «очень близкой к совершенству», но посвятил основное внимание критике: по его словам, некоторые механики игры превращают её сложность из высокой в «идиотскую»: если нажать на готовящийся заказ, он будет немедленно подан клиенту (к неудовольствию последнего), а листание списка ингредиентов у некоторых блюд занимает неоправданно много времени, тогда как приготовление избыточного количества пищи не ведёт ни к каким последствиям.
Эмма Дэвис в обзоре для сайта PC Gamer отметила необходимость стратегического планирования рабочего дня в игре, непоследовательность в назначенных блюдам очках и затрудняющую игровой процесс нескоординированность горячих клавиш для одного и того же ингредиента в разных блюдах. Она похвалила наличие «лёгкого» режима и поставила игре 74 балла из 100. В отзыве на сайте Gamespew Бекка Смит поставила игре 8/10 и отметила, что Cook, Serve, Delicious! 3 на странице в Steam называют казуальной игрой, что по её мнению совершенно не соответствует её сложности. По её мнению, игра начинается с лёгких уровней, но в дальнейшем трудность приготовления блюд быстро растёт, причём игрок может самостоятельно выбирать более и менее сложные блюда для каждого игрового дня, что разнообразит процесс.

### Версия для PlayStation
Версия для PlayStation получила 80 баллов из 100 от PlayStation Official Magazine UK, а PlayStation Universe дал игре 70 баллов и раскритиковал её «сокрушающую» сложность и недостаточную инновативность по сравнению с прошлыми частями серии.

### Версия для Switch
Рецензия Пола Робертса (Vooks) версии игры для Nintendo Switch отмечает аппетитность блюд и последовательное развитие серии, но отмечает периодическое резкое увеличение сложности; в целом, Cook, Serve, Delicious! 3 получила в ней 4,5/5 баллов. Тревор Голд в отзыве для Pure Nintendo сообщил, что сюжет третьей части игры ему не понравился, но в целом счёл, что фанаты серии её полюбят, поставил игре 7,5/10 и рекомендовал проходить её совместно с друзьями. Дамиано Герли в рецензии на сайте Game Critic также счёл сюжет непроработанным, а сложность — зашкаливающей. Cook, Serve, Delicious! 3 он называет плохо проработанной игрой. Она плавно работает в режиме док-станции, но если отделить стики от приставки, игра подвисает после первой остановки.

### Версия для Xbox
В отзыве для сайта The Xbox Club отмечался огромный объём контента в игре и сотни доступных уровней, запутанное управление и беспощадную сложность, наказывающую игрока за единственную ошибку. Вместе с этим, рецензент похвалил «лёгкий» режим, широкий выбор блюд и систему улучшений грузовика, поставив игре 4 балла из 5. Рецензия на сайте Videochums содержит рейтинг 4/5 и хвалит «абсурдный» сюжет и захватывающий геймплей Cook, Serve, Delicious! 3. Кирстен Нотон с сайта XboxAddict поставила игре 6,8/10 и отметила правдоподобную атмосферу хаоса, который царит в настоящих передвижных закусочных.